# Badara (Khodjaly)
Pour les articles homonymes, voir Badara.
Badara est un village de la municipalité de Dachboulag, situé dans le raïon de Khodjali en Azerbaïdjan.

## Géographie
Le village est établi dans une plaine arrosée par la rivière Patara et ses affluents Khravand et Pitsi et entourée de collines boisées, à environ 12 km au nord-ouest de Khankendi.

## Histoire
Sous la période soviétique, le village, appelé Patara, fait partie entre 1923 et 1991 de l'oblast autonome du Haut-Karabagh, au sein de la république socialiste soviétique d'Azerbaïdjan. Après son indépendance en 1991, l'État azerbaïdjanais l'intègre officiellement dans le raïon de Khodjali et par une résolution du Parlement du 29 décembre 1992, il est rebaptisé Badara.
En 1992, lors de la guerre du Haut-Karabagh, le village passe sous le contrôle de la république autoproclamée du Haut-Karabagh et fait partie de la région d'Askeran.
Après la deuxième guerre du Haut-Karabagh de 2020, où le village est lourdement bombardé, l'Artsakh lance la construction d'une nouvelle colonie de peuplement dans la zone située entre Patara et le village voisin d'Astghashen, afin d'accueillir les personnes déplacées des villages de Dzhrakhatsner, Madatashen, Moshkhmgat et  Skhnakh, tombés sous le contrôle des forces azerbaïdjanaises.
À la suite de l'offensive éclair des forces armées azerbaïdjanaises les 19 et 20 septembre 2023, le village repasse sous le contrôle de l'Azerbaïdjan, comme l'ensemble du Haut-Karabagh, entraînant l'exode de ses habitants vers l'Arménie.

## Population
La population s'élevait à 849 habitants en 2005 et à 815 habitants en 2015.

## Personnalités
- Jalal Haroutiounian (né en 1974), général des forces armées du Haut-Karabagh.